# Ілько Лемко
Ілько Ле́мко (справжнє Ілля Васильович Семенов; нар. 9 липня 1951, Львів) — музикант, письменник, публіцист, дослідник історії Львова.

## Біографія
Народився у Львові. 
Батько Василь Семенов (1924—2015) походив з Києва, був учасником Другої світової війни, отримав поранення на Курській дузі. До Львова прибув після закінчення війни, працював на підприємствах легкої промисловості. 
Родинне коріння тягнеться з-піді Львова зі села Вілька Кунинська Жовківського повіту, звідки походив дід Григорій Андрійович Семенів (бл.1890—1943). Вояком цісарсько-королівської армії у Першу світову війну потрапив у російський полон, опинившись у 1916 у шпиталі в Києві. Тут познайомився зі санітаркою Марією Чабан (1898—1978), яка походила з містечка Мала Виска Єлисаветградського повіту Херсонської губернії, і з нею одружився. Працював у Києві вантажником у паровозному депо. У 1924 у них народився син Василь. У сталінські часи прізвище було русифіковано. Під час Другої світової війни Марію вивезли на роботу до Німеччини, Василя мобілізували до Красної армії, а Григорій залишився у Києві, де помер і був похований на Байковому цвинтарі. По поверненні у 1945 з Німеччини, Марію позбавили права проживати у Києві, тож вони з Василем переїхали до Львова, оселившись на вул. Лисенка,10. 
Ілля закінчив Львівську школу № 8 (1968) та Львівський державний університет ім. І. Франка за спеціальністю історія (1978). Працював на заводі «Електрон» (1968—1973) робітником, учителем історії у львівській СШ № 80 (1978), потім знову на заводі «Електрон» (до початку 1990-х).
Протягом 1968—1982 — Президент Республіки Святого Саду, культової львівської неформальної тусовки, пов'язаної з рухом хіппі. П'ять разів був притягнутий до відповідальності за антисоціальну діяльність.
Учасник львівських рок-гуртів «Супер Вуйки» (1975—1981; художній керівник, соло-гітара, музика, тексти), «Рух» (1982—1986; соло-гітара).
1995—2007 — програмний директор (редактор ефіру) на радіостанції «Радіо Люкс FM».
Публікації з 1991 року (альманах «ФІРА», з 1998, з 1998 — в газеті Поступ. Автор телепрограми «Легенди старого Львова» (2002), за яку нагороджений Національною премією «Телетріумф» за 2004 рік (номінант цієї ж премії у 2005 і 2006 роках (2–3 місце)), і книги «Львів понад усе» 2003, яка стала культовою.
У 2007—2012 роках  — завідувач сектору зовнішньої промоції Львівської міськради.
На презентації альманаху Хіппі у Львові 11 жовтня 2011 оголосив, що рок-гурт Супер Вуйки збирається відновити музичну діяльність. Виступ групи відбувся 4 грудня 2011 у Львові в клубі «Пікассо».
Із 2012 року співпрацює з компанією «Чудо-тур» як автор і гід екскурсійних турів.
Нині займає посаду головного редактора у видавництві «Апріорі».

## Автор книг
- Львів понад усе. — Львів: ЛА «Піраміда» 2003. — 184 с.
- Афоризми про кохання. — Львів: Апріорі, 2007. — 208 с.
- Розкол України. — Львів, 2008.
- Легенди старого Львова. — Львів: Апріорі, 2008. — 176 с. — ISBN 978-966-8256-91-2
- Історія львівської ратуші. — Львів: Апріорі, 2008. — 128 с.
- Кохання і смерть [Архівовано 5 березня 2016 у Wayback Machine.] (Львів. 1594 р.). — Львів: Апріорі, 2009. — 128 с.
- Львів повсякденний (1939—2009); у співавт. з Володимиром Михаликом). — Львів: Апріорі, 2009. — 240 с.
- 1243 вулиці Львова (1939—2009); у співавт. з Володимиром Михаликом і Георгієм Бегляровим). — Львів: Апріорі, 2009. — 528 с.
- Сни у Святому саду [Архівовано 5 березня 2016 у Wayback Machine.]. — Львів: Апріорі, 2010. — 368 с.
- Три легенди про кохання. — Львів: Апріорі, 2010. — 112 с.
- Цікавинки з історії Львова. — Львів: Апріорі, 2011. — 128 с.
- Доля України. — Львів: Апріорі, 2012. — 272 с.
- Дітям про музику. — Львів: Апріорі, 2013. — 24 с.
- Дітям про безпеку. — Львів: Апріорі, 2013. — 24 с.
- Львів і європейськість. — Львів: Апріорі, 2013. — 136 с.
- Львів. Місто кохання. — Львів: Апріорі, 2013. — 240 с.
- Цікавинки укрмови. — Львів: Апріорі, 2016. — 180 с.
- Топ 25 архітектурних шедеврів Львова: Ілюстрований путівник. — Львів: Апріорі, 2018. — 272 с.
- Львівська минувшина. — Львів: Простір-М, 2020. — 288 с. — ISBN 978-617-7746-77-4
- Омела і Ксенофоб. — Львів: Простір-М, 2024. — 244 с.

## Публічні виступи
- 02.12.2009. Інститут міста. Історичний екскурс. Ілько Лемко (львовознавець, управління інформаційної політики та зовнішніх відносин ЛМР): ч. 1 на YouTube, ч. 2 на YouTube

## Стратегії міста Львова
- Ілько Лемко. Стратегії міста Львова в історичній ретроспективі [Архівовано 6 червня 2010 у Wayback Machine.]